# Anne Michelotti
Pour les articles homonymes, voir Michelotti.
Anne Michelotti (Annecy, 29 août 1843 - Turin, 1er février 1888) est une religieuse savoyarde fondatrice des Petites servantes du Sacré-Cœur de Jésus, et reconnue bienheureuse par l'Église catholique.

## Biographie
Anne est la troisième enfant de la famille Michelotti. Son père est un immigré piémontais d'Almese, Gian Michele Telesforo Michelotti, et sa mère, Pierina Mugnier-Serand, est savoyarde. Elle est née rue Filaterie à Annecy (dans les États de Savoie) le 29 août 1843.
À Lyon, Anne fait une tentative de vie religieuse en entrant à l'Institut des Sœurs de Saint Charles de Lyon comme novice. Mais la carrière de l'enseignement ne lui convient pas, et elle quitte le couvent. Quelques années plus tard, sa mère et son frère décèdent. Pour subvenir à ses besoin, elle donne des cours aux enfants d'un architecte. En dehors de cette activité, elle commence à se mettre aux services des pauvres, avec une autre jeune femme, en venant les assister chez eux. Avec la permission de l'archevêque de Lyon, elles prennent l'habit religieux et font une profession religieuse temporaire. Mais le projet ne résiste pas au contexte difficile de la guerre de 1870.
Elle rentre à Annecy, puis à Almèse d'où elle se rend fréquemment à Turin. Elle revient à Lyon pour tenter à nouveau une vie dans un couvent, mais doit y renoncer pour raison de santé. Elle retourne à Turin et recommence à se mettre au service des pauvres. Un petit groupe de jeunes filles se rassemble autour d'elle, et en 1874, avec l'appui de l'évêque, elle fonde une petite communauté : les Petites servantes du Sacré-Cœur de Jésus pour les pauvres malades. Sous le nom de religion de Giovanna Francesca della Visitazione (Jeanne-Françoise de la Visitation), elle fait sa profession religieuse le 2 octobre 1875, en l'église Santa Maria di Piazza de Turin. Les sœurs assistent gratuitement les malades à domicile, « tout en veillant à les rapprocher des sacrements »,,. Les débuts de la communauté sont très difficiles, du fait de l'extrême pauvreté de la communauté, et des mauvaises conditions d'hygiène, plusieurs religieuses décèdent. Finalement, en 1882, la communauté parvient à acheter une maison de meilleure qualité à Valsalice dans la proche banlieue de Turin.
Les dernières années de sa vie, souffrant d'asthme dû à une bronchite chronique, elle doit rester alitée. Des religieuses de sa congrégation décident de lui retirer sa charge de prieure en décembre 1887. Elle décède à Turin le 1er février 1888, le lendemain de la mort de Jean Bosco. S'étant dévouée aux démunis avec abnégation, elle a été enterrée avec le cordon franciscain.
Elle est béatifiée par Paul VI en 1975. Sa mémoire est célébrée le 1 février,.

### Article lié
- Petites Servantes du Sacré-Cœur de Jésus pour les pauvres malades